# Larde (distrito)

localização do distrito de Larde em Moçambique

Larde é um distrito da província de Nampula, em Moçambique, com sede na vila de Larde. Foi criado com a elevação do posto administrativo de Larde a distrito em 2013, a que se juntou o posto administrativo de Mucuali, ambos pertencentes anteriormente ao distrito de Moma.
O distrito tem limite, a norte e oeste com o distrito de Moma, ainda a norte com o distrito de Mogovolas, a sul com o Oceano Índico e a leste com o distrito de Angoche.
De acordo com censo populacional de 2007, o distrito conta com 72 976 habitantes, numa superfície de 2 458 km², a que corresponde uma densidade populacional de 26,7 habitantes/km².

## Divisão administrativa
O distrito está dividido em dois postos administrativos, Larde e Mucuali, compostos pelas seguintes localidades:
- Posto Administrativo de Larde:
  - Larde
  - Topuito
- Posto Administrativo de Mucuali:
  - Nampilane
  - Najaca

## Economia
Em 19 de Outubro de 2007 iniciou produção a fábrica de areias pesadas de Moma, localizada na povoação de Tupuito. As reservas de areias pesadas desta área estão estimadas em 163 milhões de toneladas, permitindo uma exploração durante, pelo menos, 25 anos, e delas serão extraídos os minerais ilmenita, zircónio e rutilo.